# Ioannes Kyriotes
Ioannes Kyriotes (numit și Ioannes Geometres, în greacă: Ίωάννης Γεωμέτρης, 930 - cca. 990) a fost un poet,  mitropolit, și călugăr bizantin care a trăit în prima jumătate a secolului al X-lea.
A scris epigrame dedicate personalităților epocii, dar și frumuseților din natură, epitafuri, cântece de laudă religioase și laice de remarcabilă sensibilitate poetică.